# デッドマン・ワンダーランド
『デッドマン・ワンダーランド』（DEADMAN WONDERLAND）は、片岡人生、近藤一馬による日本の漫画。『月刊少年エース』（角川書店）にて、2007年6月号（4月26日発売号）から2013年8月号まで連載。途中、片岡の妊娠・出産のために2012年4月号から2013年2月号まで休載を挿んだ。

## 概要
漫画版『交響詩篇エウレカセブン』の2人による新作。その前作を題材にしたオマージュが取り込まれており、前作よりも残虐描写が多いのが特徴。ジャンルは一貫して「監獄サバイバルアクション」と銘打たれている。
2011年4月より、マングローブ制作でテレビアニメが放送された。2013年7月時点で累計発行部数は500万部を突破している。
派生作品として『あなざー。デッドマン・ワンダーランド』が『4コマnanoエース』にて2011年から2012年まで連載されていた（#派生作品を参照）。

## あらすじ
10年前に東京を襲った大災害「東京大震災」により長野県へ疎開していた五十嵐丸太は、クラスメイトたちと平凡な生活を送っていた。しかしある日、丸太の通う中学校に「赤い男」が現れたことで彼の運命は一転することになる。
「赤い男」によってクラスメイトたちを目の前で殺された丸太は、なぜかクラスメイトを殺した犯人に仕立て上げられ、無実の罪で死刑を宣告されて完全民営化刑務所「デッドマン・ワンダーランド」（以降、「DW」）へ送致されてしまう。そこで丸太は自分が「赤い男」の手により「罪の枝」と呼ばれる特殊能力を持つ人間「デッドマン」になっていたことを知り、やがて幼馴染みの少女シロとの再会、そして他のデッドマンたちとの戦い・交流を経て「赤い男」を巡る陰謀に巻き込まれていくことになる。

## 登場人物
「声」は後述するテレビアニメ版において配役された声優。キャラクターの身長は単行本特典の囚人カード、またはアニメ版公式ガイドブックより。

### 主要人物
五十嵐 丸太（いがらし ガンタ）
声 - 朴璐美
主人公。14歳。身長155センチメートル。「赤い男」に赤いダイヤを胸へ撃ち込まれ、デッドマンとなった少年。コード名「ウッドペッカー」。罪の枝は血を弾にして飛ばす「ガンタガン」。後にさらに強力な「ガンバルガン」が使えるようになった。
幼少時はシロと科学者の母親・空絵と共にDWの前身「国立医療防疫センター」で暮らしていた。しかし、実験中に研究員を殺戮したシロを目撃して以来、シロを含めた事柄を全て忘れてしまっていた。
「赤い男」にクラスメイトを全員殺害されて一人生き残り、玉木に無実の罪を着せられ死刑を宣告される。送致されたDWでシロと再会し、運命が一変する。
ニンベンとの戦いにて自分の中にあるシロへの気持ちに気づくも、レチッドエッグとの戦いで遂に「赤い男」の正体がシロであることを知ってしまう。DWの閉鎖後は無罪判決を言い渡されて児童養護施設で自由の生活を始めるが、内心ではシロへの愛情と復讐心で板挟みとなっていた。唐子にDWでの戦いの誘いを受け、悩んだ末にそれを承諾。もう二度と誰も死なせないため、シロを自分の手で殺すために再度DWへ乗り込むが、剥切に捕まり記憶を上書きされそうになったことで、シロが自分の母親から残虐な実験を行われていたことと、本来は自分がナノマシンの人体実験の被験体（マルタ）であり、シロはその身代わりであったことを知る。
剥切に止めを刺した後は、島ごと崩壊するDWに一人残りシロと互いの心境を吐露し交戦する。互いに全力をぶつけ合い、負傷しながらもシロに止めを刺せる瞬間まで追い詰めるも、止めを刺さず落下してきたオブジェクトから彼女を救う。その際、本当はシロが生きたいことを指摘し、シロと生きていくことを決意する。その際に体内のアンチ・レチッドエッグの結晶が崩壊し、罪の枝が使えなくなった。
最後の戦い終結後は学校に通い、身長も大きく伸びている。また、昏睡状態となって医療刑務所に収監されたシロの面会に週に一度赴いている。
原作では死刑判決が下された理由は不明だが、アニメでは玉木に依頼された六路により証拠となる偽装ビデオが作成され、偽物のガンタが笑いながら快楽殺人じみた発言をしていた映像の流出で市民たちに知れ渡ったことが理由となっている。そのため裁判所で偽ガンタの映像を見ている被害者の父親たちも激昂してガンタに暴行した。
シロ
声 - 花澤香菜
ヒロイン。白い髪と赤い目を持つ色素欠乏症の少女。ガンタの幼馴染で親友を自称している。
常識とモラルが欠けているが、性根は純粋。身体能力が高く、少し蹴っただけで壁などを破壊できる。痛覚を失っており、超人じみた身体能力と合わせてポテンシャルは非常に高い。また、攻撃の際にはエースマンの技名を言って攻撃する。
幼少時は国立医療防疫センターで過ごす実験体であり、体内に定着したナノマシンの研究から麻酔もせずに解剖される（ナノマシンの影響で麻酔が効かない）など残虐な実験を繰り返し行われていた。その際にガンタや空絵と交流を深める。
幼いころより受け続けた壮絶な痛みから逃れるために解離性同一性障害となり、痛みを引き受ける人格としてレチッドエッグ（＝「赤い男」）を形成し二重人格となる。普段は明るくレチッドエッグ時の記憶は一切ない。また罪の枝も機能しなかったが、努力の末にささやかながらもシロの状態でも能力が使えるようになる。
ニンベンとの戦いの中で痛みと力を受け入れたため、本来の無邪気な性格は身を潜め、レチッドエッグとして剥切と共にDWに立て篭もる。だがシロの人格も消えておらず、二つの人格が互いの人格を共有し合う不安定な状況になる。
実は空絵が息子のガンタの身代わりに実験の被験体として用意された国籍不明の少女。産まれた時からガンタの身代わりとして育てられたことから不条理な世界を強く憎み、ナノマシンの影響でどうあっても死ねない体に絶望し、死ぬことを強く望んでいた。空絵から能力の使用過多で死ぬ恐れがあると知った瞬間に能力を使い、東京大震災を引き起こした。それ以前に、ガンタに対しては身代わりにされ、そんな自身を忘れてのうのうと暮らしていたことから憎しみを抱いていたが、同時に彼への深い愛情も持ち合わせており、ガンタが修学旅行でDWに来ると知った際、彼に会いたいがために学校へと向かうも、ガンタの友人らに嫉妬した勢いで皆殺しにした。そんな自分にも強い憎悪を抱いていたため、愛するガンタに殺してもらうために、アンチ・レチッドエッグの結晶を彼に撃ち込んだ。
剥切死亡後にマザーグースシステムを破壊し、封印されていた自身の能力を完全に取り戻し、DWを島ごと崩壊させる。その後DWの観覧車にてガンタと再会、互いの心情、経緯を知った上で最後の戦いを挑む。互いに全力をぶつけ合いガンタが止めを刺せる瞬間まで追い込まれるが、逆に崩壊し落下してきたオブジェクトから救われ、彼に本当は普通に生きたかったことを指摘される。しかしそう望みながらも今までの経緯から自身を許せず、ガンタもまた許せないと分かりながらもシロの気持ちを受け止める。その際体内のナノマシンの結晶が崩壊した。
戦いの終結後は昏睡状態となり、医療刑務所に収監される。長い間眠り続けていたシロが目覚めるところで物語は終わる。
レチッドエッグ（Wretched Egg：見捨てられた卵）
通称「赤い男」。東京大震災の元凶とされる「原罪」で、長野県立第四中学校で大量殺戮を行った謎の殺人鬼。罪の枝は血を高速で超圧縮して物体を消滅させる（名称不明）。正体はシロが実験の痛みによる重度のトラウマから逃れるために作り出したもう一つの人格で、シロは自分を痛み（トラウマ）から助ける彼女を「エースマン」と呼んでいる。

### デッドマン・ワンダーランド

#### デッドマン
千地 清正（せんじ きよまさ）
声 - 加藤将之
DWの囚人。26歳。身長181センチメートル。コード名「クロウ」。罪状は殺人罪で懲役10年。特徴的なくせ毛を持つ筋肉質な男性。
女性（およびオカマ）は苦手。口癖は「ズッパシ」。戦闘マニアで強い相手と戦うことを生きがいとしており、罪の枝を自由に使えるDWでの生活を楽しんでいる。罪の枝は血を鎌状の鋭い刃物にする「クロウ・クロウ」。また、両手にクロウ・クロウを張り巡らせ固定し、拘束を解き振り抜くことによって超音速の斬撃を繰り出す「虚空一閃（インビジブル・ブラック）」を使う。
ガンタの初戦の相手であり、ガンタの作戦に負けて罰ゲームで右目を失うものの、以後は自分に勝ったガンタに味方し、戦闘のアドバイスやトレーニングに付き合ったりしている。ガンタの罪の枝「ガンタガン」と「ガンバルガン」の名付け親でもある（ただし、この名はガンタを含めて他人には基本的に不評）。
投獄前は警察官を務め、震災によって無法地帯と化した東京でチンピラたちを罪の枝を使って懲らしめていたが、そうした行動はチンピラたちに目の敵にされ、慕っていた同僚4人を惨殺された過去を持つ。それ以来、同僚たちのことを忘れないようにと、彼らのイニシャルの刺青を右目の上に彫っている。
DWの閉鎖後は晴れて自由の身となるが、平穏な日常に馴染めず就職活動を行うも失敗し、定職にも就いていなかった中で唐子らの誘いを受け、再度DWへ乗り込む。ガンタと共に行動していたが、突如現れた剥切に敗北し、ガンタの懇願もあって一度は見逃される。しかし、示しをつけるために剥切を狙い、拉致され記憶を上書きされそうになったガンタを救出する。その直後に剥切を足止めするものの、チャンとエンの妨害もあり剥切に右腕を切り落とされてしまい、止めを刺されそうになったところ戻ってきたガンタに助けられ、共に剥切を打ち破る。
最後の戦い終結後は、デッドマンの仲間と共に片腕の身でありながら罪の枝も使わずロッククライミングに挑戦している。
鷹見 水名月（たかみ みなつき）
声 - 野水伊織
DWの囚人。17歳。身長153センチメートル。コード名「ハミングバード」。罪状は虐待していた実父の殺害による殺人罪で懲役6年。羊の妹。
自分の房で花を育てている。表向きは引っ込み思案な美少女だが、本性は誰も信用しない狂気的かつ乱暴な性格の持ち主で、放送禁止用語を連発する。その性格は震災の際、実母が自分を振りほどいて逃げたことに起因している。罪の枝は血を髪の毛と一体化させて鞭にする「ウィップ・ウイング」。
過去に死肉祭で腎臓と胃を献上している。ガンタの2戦目の相手で、死肉祭史上初めて罪の枝関係なしの頭突きで負けた。その後は罰ゲームを受けるも、「自由の鎖」の裏工作のおかげで献体部位は髪の毛で済んだ。対戦以降、本来の素直な性格を取り戻し、相手を気遣う一面も見せるようになった。
DWの閉鎖後は他の刑務所へ移送され生活していたが、唐子らの誘いを受け、再度DWへ乗り込み剥切らと交戦する。
最後の戦い終結後は洋とキンチョと共に暮らしながら学校に通い、獣医学を学んでいる。
チョップリン助川（チョップリンすけがわ）
DWの囚人。32歳。身長176センチメートル。オカマ。コード名「ピーコック」。本名は「助川まさる」だが、そう呼ばれると激昂する。
普段は面倒見が良く、比較的誰とでも仲良くなれるため、全体のまとめ役を果たしている。しかし、罰ゲームを受ける千地の姿を見て大笑いするなど、他の囚人やDWの幹部と共通する狂気も持ち合わせている。罪の枝は血を鋭く尖らせた棘の集合体にして投げつける「ピーコック・ピーク」。
かつてはオカマであることを隠し、サラリーマンとして働き恋人の男性と同棲していたが、実際は財布程度にしか思われておらず本命の彼女がいた。それが発覚した時に彼女から「醜い」と馬鹿にされた際、突如発症した罪の枝で彼女を衝動的に殺害してしまい、逃走直後に逮捕された。それ以来、自分の姿を彼女そっくりに着飾るようになった。
DW閉鎖後は他の刑務所へ移送されたが、着飾ることができない生活に嫌気が差していた。唐子らの誘いを受け、再度DWへ乗り込み剥切らと交戦する。
最後の戦い終結後は舞台監督として活躍している。
アニメには未登場であり、死肉祭の映像にて彼の罪の枝が映っているのみである。
火多良 懐（ひたら いだき）
DWの囚人。77歳。身長208センチメートル。コード名「コンドル」。高身長の老人で、「ヒタラじじい」と呼ばれている。
ドレッドヘアとカジュアルなファッションを身に着け、顔にはヘッドホンとアイマスクを付けている。32年間一睡もしておらず、発言をするたびに「…と我が娘は言っている」と言うのが癖。罪の枝は血を燃やして炎を発生させる「コンドル・キャンドル」。
投獄前は中学教師で、女優として活動する娘のユキを深く愛していたが、「母親が無理をして自分を産んで死んだために眠れなくなり、自分を恨んでいる」と思われ、感情を表に出さない冷めた態度もあって溝ができていた。彼女が震災時に顔を酷く負傷して醜くなってしまった際には力になることができず、口論になった際フォークで左目を刺され失明した後、焼身自殺へと追い込んでしまった。それ以来、自分の殻にこもるようにヘッドホンとアイマスクを装着している。
DW閉鎖後は自由の身となり、農業をしていたが、唐子らの誘いを受け、再度DWへ乗り込み剥切らと交戦する。
最後の戦い終結後はヘッドホンもアイマスクも外し、学校の教師に復職する。
助川同様アニメでは罪の枝が映っているのみだが、エンディング映像にて学生時代の春日と六路と共に映っている場面がある。
頂 和弥（いただき かずや）
声 - 原田晃
DWの囚人。23歳。身長168センチメートル。コード名は不明だが、単行本第8巻特典のカードには、ペリカンが描かれている。
「いただきます」とかけ、「マス」と呼ばれている。常に空腹な状態が続いており、何かしら食べないと気が済まない。たとえそれが金属など、普通は食べられないものであっても平気で食べる。口が裂けており、元のサイズになるように端を縫っている。投獄前は、サーカスでピエロを演じていた。
DW閉鎖後は、助川の向かいの独房で生活している。そこでも壁などを食べている。
最後の戦い終結後は刑期を終え、フードファイターとして活躍している。
咲神 トト（さきがみ トト）
声 - 沢城みゆき
DWの囚人。18歳。コード名「モッキンバード」。手足に継ぎ接ぎの痕を持つ、中性的な少年。
過去に死肉祭で優勝しており、千地以上の戦闘狂にしてデッドマン最強と呼ばれた人物だが、様子がおかしくなって行方不明になった後、ガンタやシロの前に陽気で人懐こい性格で現れたため、周囲からは以前と変わったと言われている。一人称が定まっておらず、「私…いやボク」と言い直す口調と、「愛」が口癖。罪の枝は血を舐めたデッドマンの罪の枝をコピーする「ラブ☆ラビリンス」。
実は剥切が自身の記憶を移し替え上書きしており、体を乗っ取られている。現在の口調、口癖、性格共に剥切の物でありトトのものではなく、レチッドエッグと共に玉木とマキナの前に現れ、剥切であることを明かす。
本来のトトは、震災の際に唯一の肉親である姉が自分をかばって死亡したトラウマから、何事にも興味を示そうとせず、死に場所を探すかのように死肉祭を勝ち進むだけだったが、自身と似た境遇を持つヨスガと出会ったことにより生きる理由を見出し、彼女を「姉ちゃん」と呼んで付き纏うようになる。一般的にはレチッドエッグと対峙した唯一のデッドマンと言われているが、実際は死肉祭優勝後に強い肉体を欲する剥切によって肉体を奪われていたので、彼自身は対峙していない。デッドマンらに破れた剥切が死ぬ間際に自我を取り戻すが、負傷した肉体に巻き込まれる形で死亡する。
密崎 ヨスガ（みつざき ヨスガ）
DWの囚人。17歳。身長156センチメートル。コード名は不明。
抑揚の無い口調で、語尾に「〜カナ」「〜ナノ」をつける癖がある。「体力の無さなら最強の自負がある」と自称するように、少しの運動で息を切らせるほど体力が無い。罪の枝は血を傘（あるいは鈍器）のように展開する（名称不明）。小説を読むことが趣味。
トトの姉を自称しているが、彼よりも年下で血の繋がりも無い。震災の際に全てを失い死ぬことを望むようになり、DWに収監された際も特に絶望することも無く、むしろ死ねることに喜んでいたが、からんできた収監者から暴行を受けそうになった際にトトに救われ、以後彼に「姉ちゃん」と呼ばれ付き纏われるようになる。実力はそれなりにあり、死肉祭でも勝利を収めていたが、誰もが自分を生かそうとし死ぬことができないと嘆いていた。その時にトトから「いつでも殺してあげるし、その時は自身も殺して欲しい」と望まれたことにより、本来の明るさと生きる理由を取り戻した。
DW崩壊後は以前と変わったトトを「理解」するため、レチッドエッグ討伐に参加している。ガンタ、千地らと行動を共にしていたが、剥切によって怪我を負い治療を受けるも抜け出し、負傷した剥切を救出、治療する。その後は剥切と共に行動し、デッドマンらと敵対している。罪の枝で剥切を攻撃からカバーするが、洋がマキナからくすねたワームイーターで罪の枝を破られ追い詰められた際、「トトの返還」を剥切に懇願するも、剥切の罪の枝で頭を貫かれ死亡する。

##### 自由の鎖（スカーチェイン）
剣ヶ峰 凪（けんがみね なぎ）
声 - 小野大輔
DWの囚人。身長178センチメートル。コード名「オウル」。温厚誠実で人当たりのよい性格。DWの解体を目指す「自由の鎖」のリーダー。
状況を天候に喩えるのが癖。罪の枝は血をシャボン玉のような形状にして爆発させる「オウルズ・アイボウル」。投獄前は呉服屋を営んでいた。
2年前に妊娠中の妻と死肉祭で戦うことになった際、玉木に嘆願して自ら負けて罰ゲームで声帯を失い、人工声帯で声を出すようになる。しかし、玉木は約束を守らず妻は腹を裂かれて死亡。生まれてくるはずだった赤子もホルマリン漬けにされてしまうが、凪自身はショックでそのことを忘れてしまい、「子どもは外で生きている」と思い込んでいる。
脱獄の際は六路と共に管制室の占拠に向かうが裏切られ、待ち構えていた火花との戦いにかろうじて勝利するも左腕を失う。その後、弦角に捕らえられて2年前の記憶が戻り、絶望する。ガンタたちが救出に来た際には生者全てを憎み、敵味方問わず攻撃するが、ガンタの言葉で仲間という希望があることに気づき、正気に戻る。その直後、弦角に撃たれて致命傷を負うも彼を道連れにガンバルガンを受け、ガンタの中に希望を見出しながら息を引き取った。
興緒 唐子（こしお からこ）
声 - 伊東久美子
DWの囚人。23歳。身長169センチメートル。コード名「ゲームファウル」。
関西弁で快活な性格。「自由の鎖」の副リーダーで、凪に好意を持っている。罪の枝は血を硬化させ体を覆う「ゲームファウルズ」。肉弾戦を主とし、手に血を集めて破壊力を増したり、特定部位を防御する、負傷した部分を塞ぐなど応用力に溢れている。投獄前は看護師であり、不良患者を叩きのめす「ブラック・ナイチンゲール」として恐れられていた。
脱獄の際、重要なデータチップをガンタに託し、追ってきたネクロ・マクロとの対戦で負傷した。凪の最期を看取った後は、生き残った数人の仲間と共に脱獄する。DW閉鎖後はマキナのもとで働き、他のデッドマンらを誘う役目を買っている。誘いに応じたデッドマンたちと共に、再度DWへ乗り込む。
最後の戦い終結後は看護師に復職している。
六路 文堂（ろくろ ぶんどう）
声 - 福山潤
DWの囚人。
「機算」が口癖。「自由の鎖」の諜報担当だが、実は対デッドマン部隊「墓守」のスパイである。罪の枝は血を盾状にする（名称不明）。墓守を率いて自由の鎖を襲うが、千地の乱入により墓守を全滅させられ、捕まる。その後の詳細は不明。
テレビアニメ版では、丸太の死刑を決定付ける放送禁止用語満載の盗撮・偽装証言ビデオ映像を製作した他、水名月の罰ゲームのスロットを操作したという設定が追加されている。

#### 一般囚人
鷹見 羊（たかみ よう）
声 - 梶裕貴
DWの一般囚人。19歳。身長174センチメートル。罪状は詐欺罪で懲役3年。
震災の際に実母を亡くし、また実母（および実父）の影響から変わってしまった妹を護れるのは自分だけと思うようになり、誰も信用しなくなっていた。後に実父も水名月に殺され、身寄りを無くして二人だけになり、様々な手段で震災後の世界を生き抜いてきた。盗みの技量が高く、スリやピッキングの技術も優れ、人間の耳やネクロ・マクロのパーツも「盗む」ほど。非常に妹想いだが、妹への心配具合が度を超えているため、水名月には「シスコン野郎」呼ばわりされてしまっている。投獄前はホストをやっていた。
妹の水名月を探し自由にするために囚人となり、刑期を買うために約9千万CPを稼いでいたが、後にG棟では刑期は商品に含まれていないことを知らされる。CPを稼ぐために玉木の依頼でガンタを監視するようになり、ガンタの「味方」に成りすますことで彼を利用していたが、水名月の一件以降は考えを改め、改めてガンタと友人になる。
DW閉鎖後はマキナのもとで働いている。また、アザミが飼っていたキンチョを保護している。剥切らとの戦いでは、マキナからくすねたワームイーターを使い、ヨスガの罪の枝を打ち破っている。
最後の戦い終結後は水名月とキンチョと共に暮らしている。
御堂 アザミ（みどう アザミ）
DWの一般囚人。非常に良心的で正義感の強い性格の少女。身長168センチメートル。
幼少時に両親から受けたネグレクトが原因で荒んだ生活を送り、レディースの総長をやっていた。チームで大掛かりな事故を起こし、友人をかばって1人逮捕されるが、裁判の際にそのかばった友人や弁護士から見放され、DWへ収監される。そういった過去から、基本的に他人を当てにしないようにしている。所内では相棒であるペットのキンチョの芸と雑用で稼いでいる。
収監されたばかりのガンタと知り合い、後に友達になったが、「罪の枝」との適合性が認められたためにニンベンにされ、彼と闘うことになってしまう。ガンタによって仮面によるエレクトリカル・ドラッグの支配から解放されるも、玉木に捕まってしまったガンタを救うために単身デッドマンらのいるG棟へと向かい、シロと共にデッドマンらにガンタを救うよう懇願する。ガンタを助け出した後は円との戦いで倒れたシロの面倒を見ていたが、目覚めたシロ（＝レチッドエッグ）と対峙し、乱入してきた剥切に殺された。
主要キャラクターだが、アニメには未登場である。
キンチョ
アザミに飼われていたミツオビアルマジロ。主人思いで賢く、芸が得意。
所内ではアザミと共に芸で稼ぐ生活を送っていた。アザミが死亡した後は羊に保護され、彼と行動を共にするようになる。
高頭寺 一政（こうずじ かずまさ）
声 - 丸山壮史
DWの一般囚人。元テコンドーの金メダリスト。身長187センチメートル。非常に傲慢で暴力的な男性。
ドッグ・レースでアザミへ暴行を加え、子分の取り巻きと共に不正を行いながらガンタを妨害するが、悉く失敗し敗北。不正を行ったことが仇となり、マキナによって1年間の特別懲罰房行きにされる。
アニメでは、テレビで共演した女優へ暴行を加えたためにDWへ収監されたという設定が追加されている。原作同様に不正を行うが、ドッグ・レース最終戦で針の山に落ちて死亡する。
張（チャン）
声 - 山本兼平
DWの一般囚人。中国人風の男性。
元ハッカーであり、DW内で情報屋をしている。羊の依頼を受け、水名月がG棟にいることを突き止めた。
アニメでは日本人で外見も異なっており、クレジット表記も単に「情報屋」となっている。

#### 幹部格・看守
玉木 常長（たまき つねなが）
声 - 諏訪部順一
DWのプロモーター。オールバックに細目の男性。
DWを実質的に仕切っており、囚人を「自分の玩具」と称し殺人ショーをやらせている張本人。弁護士に扮し、デッドマン化したガンタに無実の罪を着せた。「赤い男」のことを色々知っているらしく、ガンタに興味を示す。剥切の死後は所長になり、ニンベンを生み出した。
震災以前はオンラインゲーム依存症の引き籠りで、震災時に自分の世界（パソコン）が壊れたことにより、震災を起こした大魔王（レチッドエッグ）を倒すべく、現在の地位を得た。デッドマンたちを集めたり、ニンベンを量産するなど、レチッドエッグを倒せる存在を求めていたが、トトの姿で現れた剥切に、自分が行ってきたことは全て剥切の掌で踊らされていたにすぎない事実を突き付けられ、狂気のあまり拳銃自殺する。
マキナ / 蒔名 フリューゲル 季和子（まきな フリューゲル きわこ）
声 - 本田貴子
DWの看守長。元自衛隊員で、Gカップの巨乳の持ち主。
「規律が秩序をもたらす」「不条理こそが現実」などの苛烈な思考を持ち、囚人には極めて厳しい一方、常に規則を守っている者には面倒見は良く、根は誠実な性格であるため、部下からの信頼も厚い。酒豪であり、「酒が主食でデザートにステーキを食べる」というかなりの偏食。玉木のことを「狐」と呼び、規律を無視して好き勝手にやっている玉木のやり方を嫌っている。玉木の動きからガンタに興味を示すようになる。
デッドマン・ワンダーランドの裏事情（レチッドエッグや罪の枝、デッドマンなど）に関しては知らされておらず、国によるDWの視察を利用して調査、デッドマンのことを突き止めるが、同時期にニンベンの殺戮が横行するようになり、玉木の暴走を止めるため自衛隊時代の同僚を呼び、DW特務猟兵隊を結成し、クーデターを決行した。“自由の鎖”が持ち出した情報を基に作り出したワームイーターの刀を使い戦う。
DW特務猟兵隊とガンタらの共同戦線により玉木を追い詰めることに成功するが、玉木から東京大震災の真相とそれを引き起こした最初のデッドマン・レチッドエッグの存在を知らされ、さらに突如現れたレチッドエッグの力を目の当たりにする。その後、国からレチッドエッグ討伐を任され、再度デッドマンを集めDWに乗りこむ。
最後の戦いが終わった後は教官として自衛隊に復職している。
春日 今日子（かすが きょうこ）
声 - 堀川千華
DWの看守。また、マキナの部下。
マキナに憧れており、玉木の身辺調査に協力している。後に他の看守たちと共にマキナから退職金と次の職の準備を済まされたうえで、解雇を命じられるも、マキナと共に闘うことを決意しDW特務猟兵隊に再就職した。
高島 麗（たかしま うらら）
声 - 美名
DWの女医。また、玉木の部下。
他人が発する痛みや恐怖の悲鳴に興奮する猟奇趣味のサディストだが、自分が切り刻まれる妄想をするマゾヒストの一面も持つ。玉木の命令でデッドマンの研究をしておりニンベンを造りだした。甲部隊が敗れた後、突如現れたレチッドエッグに殺害される。
剥切 燐一郎（はぎれ りんいちろう）
声 - 中博史、沢城みゆき（トトの姿）
DWの所長。また、玉木らの上司にあたる人物。
登場時は枯れ木のように弱った老人で、体の至る所に生命維持装置のパイプが繋がれている。彼自身もデッドマンであり、レチッドエッグと化したシロに戦いを挑むも死亡したはずだが、トトの姿で再度現れる。
国立医療防疫センターでは五十嵐空絵の上司だった人物で、物事を「関心」の数値化で表すサイコパスのマッドサイエンティスト。ナノマシンの研究の過程で偶然シロが特異な力を持ったことで、その研究に魅せられ自分もレチッドエッグと同じようにナノマシンを定着させ、彼女と戦う（曰く、殺し愛をする）ためにチャンとエンの罪の枝を使い、デッドマンの肉体に自分の記憶を移し替えることで生き延びてきた。現在のトトの肉体は三代目。
DW崩壊の際にレチッドエッグと共に咲神トトの姿で玉木とマキナの前に現れ、自身は死んでおらず今の自分が剥切であることを明かす。現在はシロ（レチッドエッグ）と共にDWに立てこもり、マザーグースシステムを停止させようとしている。ガンタと千地の二人と交戦し、一時は優位に立つも二人のコンビネーションの前に破れ右の手足を失う大怪我を負うが、密崎ヨスガによって救われ彼女の手当てを受ける。その後マザーグースシステム前で、急激に老化した状態でデッドマンらの前に現れ最後の戦いを挑むが、デッドマンらの連携の前に破れ、ガンタに止めを刺され死亡。生前から愛にこだわっていたのは「本当の愛」を知らず理解するためであったが、結局それを理解することは無かった。
チャン & エン
声 - 梶川翔平、斉藤佑圭
剥切の側近。双子の男女。罪の枝は血を触手のような形状にして脳や機械と繋いで操作する「ハロウ・スワロウ」。
元々は脳が半分ずつしかない重度の身体障害者で、生まれてからずっと植物状態だったが、剥切が彼らの罪の枝の力を見出して引き取り、自由に動けるようにしてもらった経歴を持つ。そのような経緯ゆえに、剥切を「ファーザー」と呼び、愛されていないと知りつつも忠誠心は篤い。ガンタを追う剥切を妨害するべく立ちはだかった千地と交戦し敗北するも、剥切を庇って負傷し、自ら囮となって剥切の罪の枝でバラバラになった。

#### 墓守（アンダーテイカー）
東 弦角（あずま げんかく）
声 - 森川智之
対デッドマン部隊「墓守」の段長。
ロックに傾倒するセミロングの僧侶で、「超坊主」を自称する。自分の愛する（ショットガンが内蔵された）ギターの「フライングV-ニルヴァーナ」を使うが、一度シロにエースマンの技で木端微塵にされている。
東京大震災以前は寺で先輩僧たちからリンチを受けながらも「救いとは何か」を求め修行を積んでいたが、震災で本当の死を見たとき「衆生の救いが死である＝死こそが救済」と悟り、負傷して助けを求める先輩僧たちを見返りで殺害した経歴を持つ。凪の妻を殺し、怒りに身を任せ墓守22人を惨殺した凪を「修羅」と呼んで気に入り、墓守に引き入れようとするが、ガンタや唐子の呼びかけで凪が正気に戻ったことに怒り狂い敵味方無差別の殺戮を始める。しかし、凪と共にガンバルガンに撃たれ敗北、意識不明の重体となる。
橙 火花（だいだ ひばな）
声 - 高森奈津美
対デッドマン部隊「墓守」参の段段長。小柄な少女。
いつも簡単な算数のドリルを解いているが、間違いが多い。自分の背丈よりも大きい蛇腹剣（斬るのではなく叩き潰すための武器）を使い戦う。
実母から猟奇的な教育を受けて育ち、同じ幼稚園に通っていた男児を「お仕置き」と称して殺害し、バラバラにして花壇に埋めた経歴を持つ。なお、実母は自身が殺人事件を起こす前に首つり自殺を遂げている。
弦角が敗れた後、トトと遭遇して戦闘するも敗れて死亡。
モーズリ・我槌（モーズリ・がづち）
声 - 広田みのる
対デッドマン部隊「墓守」弐の段段長。大柄な男性。
産まれて間も無く山に捨てられてしまうが、熊に育てられ成長し、猟師7人と猟犬9匹 を殺害した経歴を持つ。その経験により、自身の怪力を駆使して戦う。
六路と共に「自由の鎖」を襲うが、千地の不意打ちで細切れにされ死亡する。
品川 童黒（しながわ どうこく）
対デッドマン部隊「墓守」弐の段副長。異様に爪を伸ばした細身の男性。
大勢の女性を殺害し、首から上の皮を剥ぎ取ってその皮と髪の毛で衣服を作っていた経歴を持つ。自らの爪を使った戦闘を行う。
六路と共に「自由の鎖」を襲うが、千地に細切れにされ死亡する。

#### ニンベン甲部隊
円 獅子頭（まどか ししと）
DWの囚人。良く言えば温和、悪く言えば気弱な男性。
元はいじめられっ子の少年で、常にオドオドしていて鈍くさい行動が多い。震災時に亡くなった父親からもらったライオンのキーホルダーをお守りとして持っている。「…たぶん」が口癖。玉木に捕まり、実験で痛みに苦しむガンタのもとに現れ、自分の血を飲ませ痛覚を遮断して助けた。自分のことを「ダメなニンベン」と言うが、実は甲部隊に所属する最強のニンベンの一人。罪の枝は血を爪にする「獣心心中」。爪を伸ばして突き刺す「抱擁の爪」、指全体を覆い切り裂く「逆撫の牙」、ライオンを模した形状にして腕全体を覆う「終焉の顎」などの技がある。毒は神経毒で爪で傷つけた相手の五感を操作することができる。
質量保存の法則と称し、誰かの「不幸」は誰かの「幸福」になるという持論を持つ。そのため「世界の平和のためには歪んでない人間の不幸が必要」とガンタらと交戦。アザミとシロの動きを封じ、「シロの死がガンタの不幸」としてシロを痛めつけガンタに止めを刺そうとするが、シロの罪の枝に自らの罪の枝ごと右手を切り落とされたところに、激昂したガンタのガンバルガンを食らい敗れる。
暁 雷（あかつき いかづち）
声 - 浜田賢二（OVA版）
DWの囚人。マスクを付けた男性。
「世界は選択の積み重ねで作られる」という独善的な持論を持つ。8年前、無法地帯だった東京を「奪うも殺すも自由のあらゆる選択があるパラダイス」と称し、秩序を作ろうとした千地たちを邪魔に思い、仲間と共に千地の同僚の警官4人を殺害した経歴を持つ。
罪の枝は血を蠍の尻尾のような形にして自身を突きドーピングによって身体を強化する「乱離乱身」。拳圧で数枚のコンクリートの壁をぶち抜き大破させる破壊力と、千地の虚空一閃を防ぐ防御力を併せ持つ。
千地と交戦し、一度は彼を追い詰めるものの、千地が周囲と自身に流れる血を限界まで使った捨て身の大技により死亡する。
三川 一（みかわ はじめ） & 三川 一（みかわ いち）
DWの囚人。双子の男性。
見た目は幼児だが実年齢は30歳以上。その外見を利用して子供を装い、親切心で近づいてきた人間の食料を奪った後に殺害していた経歴を持つ。
罪の枝は血をカメレオンの舌のような形状にして自在に動かす「双輪無双」。毒は超強力睡眠薬で互いの双輪無双を絡ませドリルのようにして突き刺し注入する「調合（ミックスソフト）」を使う。
ヒタラと交戦し、連携で一度は追い詰めるも眠れないヒタラに睡眠薬が通じず、今までの攻撃で流れた血を一斉に発火され二人とも死亡する。
皇 ウズメ（すめらぎ ウズメ）
DWの囚人。ドレスに日傘を差した女性。
美しい物を好むナルシストで、それ以外の物の存在価値を認めない。罪の枝は血を蝶のような形状にして操る「七色蝶々」。
毒は幻覚剤で周囲に血の蝶を飛ばし幻覚を見せる「Rouge・Mirage（ルージュ・ミラージュ）」を使う。この他、羽のように展開させ空中を飛ぶ「Plume・Brume（プリューム・ブリュム）」や、血の蝶を回転させながら飛ばして切り裂く「Blue・Painful（ブルー・ペニーブル）」など、多彩な技を持つ。
水名月と助川と交戦し、幻覚により同士討ちを目論むも、幻覚を破った水名月が助川を正気に戻したことで失敗。最後は2人の罪の枝の合体技によって顔をメッタ打ちにされ敗北する。

#### DW特務猟兵隊
蒔名 フリューゲル 季和子
#マキナ / 蒔名 フリューゲル 季和子の項を参照。
春日 今日子（かすが きょうこ）
#春日 今日子の項を参照。
回向 海堂（えこう かいどう）
マキナの知人の戦場ジャーナリスト。鼻の頭に傷のある男性。
情報収集や武器の手配を行っている。欲望に忠実かつスケベな性格で、美女看守カタログを作ることを趣味にし、マキナに対しセクハラ発言をしており、たびたびマキナの怒りを買う。ただし、常識的な感性を持ち合わせており、真っ当な正論を言うこともある。戦闘では改良型ネクロ・マクロに乗って戦う。
我縞 寅壱（がしま とらいち）
マキナの自衛隊時代の同僚。小柄な男性。顔や腕に虎のような縞模様がある。
好戦的な性格だが、突飛な行動をするボンブにたびたび振り回されている。「キャキャ」と笑う癖がある。二挺拳銃を使うほか、左足は義足で、銃が仕込まれている。
ボンブ
マキナの自衛隊時代の同僚。左目に火傷の痕がある男性。爆弾使い。
普段は無表情で淡々とした口調だが、挨拶代わりに爆弾を投げるなど突飛な行動が多く、ずれた発言やボソッときつい爆弾発言をする。ツッコミに対して「そうか」「そうなのか」などと返すのが癖。

#### その他のDW関係者
青陽（あおひ）
声 - 佳月大人
防衛省の三佐。また、玉木の内通者。
表向きは視察団のメンバーだったが、裏で玉木と共謀しており、デッドマン隠蔽やニンベン部隊作成に協力していた。玉木の死後、彼と共謀していた証拠をマキナに握られ、口止め料としてレチッドエッグ討伐部隊への費用と共に潜水艦「ヴァルフィッシュ」を貸し出す羽目になる。
五十嵐 空絵（いがらし そらえ）
ガンタの母親。DWの前身である国立医療防疫センターに所属していた研究員でもある。故人。
人間を治癒させるための医療用ナノマシンを研究していたが、ガンタが産まれる前はヘビースモーカーで研究にしか関心を持たない非情な性格をしており、剥切以外の周囲からの印象も悪い人物であった。生物実験の限界から人体を利用した実験を望むようになり、被験体として子供を作る。当然親としての愛情や責任感は持ち合わせておらず、ガンタの名前の由来も「被験体（マルタ）」からだったが、ガンタが誕生し自分の手で抱いた時から母性に目覚め、退職する研究員にガンタを預ける。その際身代わりとして戸籍を買い取り用意した赤ん坊がシロであった。その後は良き母親らしくガンタやシロにも深い愛情を持って接していたが、それでも剥切の言われるがままにシロに対し人体実験を行っていた自分に大きな後悔を抱き、その後悔を日記に綴っている。またシロに対しても能力の使いすぎで死亡するのを防ぐため、マザーグースシステムと能力を分解し取り除く「アンチ・レチッドエッグ」を開発するも、シロ自身が死以外を望まないと知るとアンチ・レチッドエッグをシロに渡し、震災の際に負傷した剥切が動けない間にマザーグースシステムを完成させる。その後、剥切にシステムの停止を強要されるも、システムを停止させることなく、拳銃自殺した。

### その他
美々（みみ）
声 - 高本めぐみ
長野県立第四中学校に通う生徒。黒髪の美少女。ガンタのクラスメイトで、ガンタとヤマカツとは小学校時代からの親友の仲。
ガンタやヤマカツと共に修学旅行に行くことを心待ちしていたが、突如学校に現れた「赤い男」に惨殺される。
アニメでは父親が登場しており、事件前は娘の親友であるガンタやヤマカツを息子のように可愛がっていたが、裁判所で娘を殺したことになっているガンタを殴りつけており現在はガンタを憎んでいる。父親の発言によると一人っ子である。
ヤマカツ
声 - 梶川翔平
長野県立第四中学校に通う生徒。ガンタのクラスメイトで、ガンタと美々とは親友の仲。
ガンタや美々と共に修学旅行に行くことを心待ちしていたが、突如学校に現れた「赤い男」に惨殺される。
ファンブックによると本名は「勝也（かつや）」。
土門（どもん）
声 - 石塚運昇
千地の上司の警察官。厄介者扱いされていた千地を部下にした人物。
千地を名指ししたチンピラの呼び出しに千地を除いた面子で応じ、殺害される（その間、千地は彼に腹を殴られて気絶していた）。他の3人とは違い、千地が来るまで辛うじて生きていた。
新堂 アキラ（しんどう アキラ）
声 - 立花慎之介
千地の同僚の警察官。
千地の代わりにチンピラの呼び出しに応じ殺害される。
桃井（ももい）
声 - 山口太郎
千地の同僚の警察官。
千地の代わりにチンピラの呼び出しに応じ殺害される。
菅 トシロー（かん トシロー）
声 - 杉山紀彰
千地の同僚の警察官。
千地の代わりにチンピラの呼び出しに応じ殺害される。

## 用語
デッドマン・ワンダーランド（DW）
東京に存在する、完全民営化された刑務所。拘置所と刑務所とテーマパークを統合した独自の管理体制を敷き、囚人による非人道的なゲームをショーとして公開することで利益を得ている。表向きは東京大震災後の復興のための観光事業であるが、その正体はデッドマンたちの収容所となっている。
元々の場所は国立医療防疫センターで、震災から4年後にレチッドエッグを封印するかの如く建てられた。表向きはAからF棟までしか存在しないが、地下にはデッドマンだけを収容したG棟が隠されている。
ガンタら一部のデッドマンやDW特務猟兵隊による反乱、加えてレチッドエッグの乱入により壊滅し、閉鎖が決定。収監されていた囚人は他の刑務所へ移送され、冤罪を着せられていた者たちは無罪放免になった。
東京大震災（とうきょうだいしんさい）
10年前に東京で起こった地震。死者・行方不明者14万8千人。
震源地は国立医療防疫センター下。この地震によって東京の70%は水没して無政府状態となり、法の届かないスラムと化したため、ガンタら多くの疎開組を生み出すこととなった。実は、レチッドエッグによる人為的な災害である。
テレビアニメ版では赤とも黒とも見て取れる巨大な光球発生による重力異常現象「レッドホール」へ置き換えられており、「東京大震災」と呼称されることもない。
CP（カストポイント）
DWにおけるお金。1CP=1円となっている。
DWではCPがあれば日用品から酒やタバコなどの嗜好品も買え、刑期短縮すらも購入できる。ただし、実験材料であるデッドマンは刑期短縮を購入できない。
キャンディ
飴型の解毒剤。DWの死刑囚は首錠から毒を注入されており、この飴を3日に1回食べないと毒が回って死んでしまう。DWの囚人はこのことにより「常に死刑を執行されている」状態にある。最初の1錠は支給されるが、その後は売店で1錠10万CPで購入しなければならない。また、死肉祭の景品としてもらえる。味は丸太いわく「ものすごく苦い」。
デッドマン
罪の枝を使える者たちの総称。東京大震災の際、関東圏だけに発生した。
懲役などの死刑以外の刑を受けた囚人でも囚人全員が死刑囚扱いされており、DWの地下監獄G棟に収監されている。ネームレスワームの集合体（レチッドエッグの血液）である赤いダイヤが何らかの形で体内に取り込まれることで、罪の枝が発症される。
罪の枝（つみのえだ） / 随意血液不全（ずいいけつえきふぜん）
デッドマンが持つ、血液を操る謎の能力（症状）。身体のどこからか出血させないと使えない。能力の威力が増すたびに心臓が正常に動かなくなり、容態の悪化により死に至る危険性がある。
マザーグースシステム
シロのもう1つの人格（レチッドエッグ）を封印する、レチッドエッグ制御装置。子守唄を流し、それを歌う箱が拡散することによってレチッドエッグを封印している。ガンタの母親・五十嵐空絵が開発した。
歌う箱（コーラスブロックス）
マザーグースシステムと繋がった、子守唄を拡散するスピーカー。DW内に数多く存在し、中身一杯にレチッドエッグの細胞（ミンチ）が詰まっている。
死肉祭（カーニバル・コープス）
罪の枝の力を存分に発揮するために行うデッドマン同士による1対1の対決で、どちらかが行動不能に陥るか死ぬまで続けられる武道会。本来は罪の枝を研究することを目的とした実験の一環であるが、玉木により金持ちへ向けたショーと化している。
勝者にはCPとキャンディが与えられるが、敗者は罰ゲームでスロットによって決められた身体の一部をその場で献体しなければならず、罰ゲームによって死亡したデッドマンもいる。死亡した場合、デッドマンの死体は研究対象として回収される。参加するデッドマンにはそれぞれ鳥名でコードネーム（「ウッドペッカー」「クロウ」など）が付けられる。
ネクロ・マクロ
セキュリティロボット。4年前に囚人に使用した際に死傷者が続出して使用不可となったが、G棟では使われている。
脚部がキャタピラ状になっており、鈍重な外見に反して動きは軽快である。光弾を放つ主砲とミサイルを搭載したタイプ、G棟のセキュリティに使われている硫酸を放つ小型タイプ、DW特務猟兵隊が使うガトリング砲を搭載した改良型が存在する。セキュリティに使われているものは自動で動くが、改良型は人が乗って操作する。
エースマン
ガンタやシロが幼いころに見ていたヒーロー番組。正式名称は『低反発戦士エースマン』。
ただのパンチにも非常に長い技名を付けており、シロも攻撃の際にはこれを真似ている。幼少のガンタいわく、「エース」が名字で「マン」が名前らしい。
自由の鎖（スカーチェイン）
凪をリーダーとする、DWの解体を目指す反体制組織。DWの地下を拠点にしている。
DWの違法行為の証拠となるデータチップを外に持ち出し、不当な投獄や管理体制を世に暴くことを目的としている。墓守との戦いで凪を含めたメンバーの大半が死亡したものの、脱獄に成功した唐子ら数人はデータチップの公表に成功し、デッドマンの存在を世間に知らしめる。その後はDW特務猟兵隊に協力している。
墓守（アンダーテイカー）
対デッドマン部隊の総称。また、人体改造を受けた人間の集団。
矯正不可能とされた凶悪犯罪者のうち、特殊「更生」プログラムで生き残った者によって構成されている。脳改造により肉体の制御を外しており、常人をはるかに上回る身体能力を持つ。自由の鎖との戦いで中心メンバーが死亡し、役割をニンベンに移す。
酸化促進剤（ワームイーター）
墓守が使う対デッドマン装備。罪の枝に使われる血液内のネームレスワームを酸化させ、罪の枝を無効化する。
通常のデッドマン、ニンベンの罪の枝ならば無効化することが可能。本来は玉木が対レチッドエッグ用に作らせたものだか、得た情報がダミーデータだったため、レチッドエッグの罪の枝は無効化できなかった。
ニンベン
人造デッドマンの総称。甲・乙・丙の3種が存在する。名前には、「『人』の『為』に造られた偽者」という意味がある。墓守壊滅後、玉木の手駒として使われた。
罪の枝は、噛んだ部位から血管を破裂させる化合物を注入する血の蛇を使う。本来デッドマンはそれぞれ固有の罪の枝を使うが、ニンベンは全員共通でこの罪の枝を使う。本来はレチッドエッグのフェムトマシンの結合を破壊する対レチッドエッグ用の能力だが、得た情報がダミーデータだったため、レチッドエッグには効果がなかった。
装着している仮面には電気信号が送られて快楽中枢を刺激され、通常の精神状態ではなく命令されるままの人形同然にさせられている。また、仮面が無いと禁断症状に似た症状が出る。
甲部隊（こうぶたい）
完成されたニンベンの集団。それぞれ毒性の罪の枝を強力に独自進化させた、固有の罪の枝を持つ。
仮面は釘状になっており、甲部隊の人間はそれを顔に打ち込んでいる。また、普通のニンベンと違い、自我の消失などは無くなっている。
DW特務猟兵隊（デッドマン・ワンダーランドとくむりょうへいたい）
マキナが玉木の暴走を止めるために結成した集団。自衛隊時代の知人や、マキナと共に玉木を潰す決意を固めた看守たちによって構成されている。

## 書誌情報

### 単行本
- 片岡人生・近藤一馬 『デッドマン・ワンダーランド』 角川書店〈角川コミックス・エース〉、全13巻
  1. 2007年9月26日発売、ISBN 978-4-04-713974-9
  2. 2007年12月26日発売、ISBN 978-4-04-715014-0
  3. 2008年5月26日発売、ISBN 978-4-04-715065-2
  4. 2008年10月25日発売、ISBN 978-4-04-715126-0
  5. 2009年4月25日発売、ISBN 978-4-04-715207-6
  6. 2009年8月26日発売、ISBN 978-4-04-715279-3
  7. 2010年1月26日発売、ISBN 978-4-04-715365-3
  8. 2010年8月26日発売、ISBN 978-4-04-715506-0
  9. 2011年3月26日発売、ISBN 978-4-04-715652-4
  10. 2011年5月26日発売、ISBN 978-4-04-715699-9
  11. 2011年10月26日発売、ISBN 978-4-04-715802-3
    - オリジナルアニメDVD付き限定版：2011年10月8日発売、ISBN 978-4-04-715710-1

  12. 2013年5月25日発売、ISBN 978-4-04-120730-7
  13. 2013年8月26日発売、ISBN 978-4-04-120777-2

### 関連書籍
- 『デッドマン・ワンダーランド 公式ガイドブックTHE IRRATIONAL WORLD』2011年8月10日発売、ISBN 978-4-04-715740-8

## 派生作品

### あなざー。デッドマン・ワンダーランド
2011年3月9日創刊の『4コマnanoエース』Vol.1から2012年4月9日発売のVol.12号まで連載されていた。『アルティマエース』創刊号（2012年10月18日発売）にも出張版が掲載。作画はみずのもと。
4コマ漫画専門誌という特性上、物語の大半は4コマ漫画で構成されている。原作にあった陰惨な場面はほぼ無くなり、主に季節ネタを題材とし、ほのぼのとした内容となっている。また、シロが小柄な幼女に設定されるなど、登場キャラクターが誇張されているのも特徴である。連載終了から1年後である2013年5月25日に単行本が発売された。レーベルはカドカワコミックス・エースで全1巻。
- 2013年5月25日発売、ISBN 978-4-04-120749-9

### デッドマン・ワンダーランド完全版
2011年5月26日発売の『月刊少年エース』に読み切り作品として掲載された。作画は地獄のミサワで、地獄のミサワの作風でパロディ化されている。

### 小説
角川スニーカー文庫レーベル（角川書店）より発売。著者は六塚光。イラストは原作の近藤一馬と片岡人生がそのまま担当。上下巻の全2巻。アニメのノベライズであるため、原作第1巻から第5巻相当までを描いている。
- 『デッドマン・ワンダーランド 上』2011年5月1日発売、ISBN 978-4-04-470724-8
- 『デッドマン・ワンダーランド 下』2011年8月1日発売、ISBN 978-4-04-470725-5

### アンソロジー
- 東日本大震災チャリティー漫画本 PARTY! SORA[注 6][3]（2011年8月5日発売[4]、メディアパル、ISBN 978-4-89610-202-4）
  - デッドマン・ワンダーランド ギャラクシーデイズ SUMMER ver.[5]

## アニメ

### テレビアニメ
2011年4月から同年7月にかけて独立UHF局にて放送された。全12話。放送コードに引っ掛かる言葉や映像は、自主規制音や映像処理などによる修正が施されている。原作が連載中だったために途中の一区切りとなる箇所（自由の鎖の脱走）で終わっており、物語としては完結していない。

#### スタッフ
- 原作 - 片岡人生、近藤一馬（月刊少年エース連載、角川コミックス・エース刊）[2]
- 監督 - 初見浩一[2]
- シリーズ構成 - むとうやすゆき[2]
- キャラクターデザイン - 山田正樹[2]
- メカデザイン - 柳瀬敬之[2]
- プロップデザイン - 新妻大輔[2]
- エフェクトデザイン - 有田周平
- 美術監督 - 渡辺三千恵
- 色彩設計 - 斎藤裕子
- 撮影監督 - 葛山剛士
- 編集 - 坂本久美子
- 音楽 - NARASAKI
- 音響監督 - 岩浪美和
- キャスティング - プロダクション・エース
- プロデューサー - 今本尚志、河内山隆
- アニメーション制作 - manglobe[2]
- 製作 - デッドマン・ワンダーランドG棟

#### 主題歌
オープニングテーマ「One Reason」
作詞 - Jon,rui / 作曲 - rui / 歌 - DWB feat.fade
第1話では未使用。
エンディングテーマ「SHINY SHINY」
作詞・作曲 - 岩田アッチュ / 編曲・歌 - DWB feat. ニルギリス
第12話では未使用。
挿入歌「子守唄」（第1話、第12話）
作詞 - 片岡人生、近藤一馬 / 作曲・編曲 - NARASAKI / 歌 - シロ（花澤香菜）

#### 各話リスト
| 話数           | サブタイトル                  | 脚本           | 絵コンテ          | 演出                | 作画監督                                                                        |
| -------------- | ----------------------------- | -------------- | ----------------- | ------------------- | ------------------------------------------------------------------------------- |
| #01            | 死刑囚                        | むとうやすゆき | 初見浩一          | 木村隆一            | 小島大和                                                                        |
| #02            | 解毒剤 -キャンディ-           | むとうやすゆき | 横山彰利          | 五十嵐紫樟          | 松井啓一郎                                                                      |
| #03            | G棟                           | むとうやすゆき | 横山彰利          | 下司泰弘            | 日向正樹                                                                        |
| #04            | クロウ・クロウ                | むとうやすゆき | 金宮サチ子        | 太田知章            | 白承燦                                                                          |
| #05            | 死肉祭 -カーニバル・コープス- | むとうやすゆき | さとう陽          | さとう陽            | 古川良太、小磯由佳 青井小夜、さとう陽                                           |
| #06            | ハミングバード                | むとうやすゆき | 青井小夜          | 青井小夜            | サトウミチオ、松本昌子 山本翔                                                   |
| #07            | 原罪（レチッド・エッグ）      | むとうやすゆき | 横山彰利          | 神保昌登            | 北山修一、岩田幸大                                                              |
| #08            | 自由の鎖（スカーチェイン）    | むとうやすゆき | 望月智充          | 五十嵐紫樟          | 松井啓一郎、小磯由佳 高柳久美子                                                 |
| #09            | 酸化促進剤（ワームイーター）  | むとうやすゆき | 木村隆一          | 木村隆一            | さとう陽、青井小夜 山本翔                                                       |
| #10            | 墓守（アンダーテイカー）      | むとうやすゆき | 加瀬充子          | 下司泰弘            | 日向正樹                                                                        |
| #11            | 絶望のGIG                     | むとうやすゆき | 横山彰利          | 横山彰利            | 古川良太、サトウミチオ 田中宏紀                                                 |
| #12            | 救済（グレイトフル・デッド）  | むとうやすゆき | 加瀬充子 初見浩一 | 五十嵐紫樟 初見浩一 | 小磯由佳、有田周平 松尾亜希子、高柳久美子 山田正樹・小島大和（総作画監督）      |
| OVA （未放送） | 赤いナイフ使い                | 山田靖智       | 山崎浩司          | 山崎浩司            | 山田正樹（総作画監督） 小磯由佳、山本翔 沓澤洋子 有田周平（エフェクト作画監督） |

#### 放送局
| 放送地域 | 放送局             | 放送期間               | 放送日時           | 放送系列                   | 備考               |
| -------- | ------------------ | ---------------------- | ------------------ | -------------------------- | ------------------ |
| 神奈川県 | tvk                | 2011年4月16日 - 7月2日 | 土曜 25:00 - 25:30 | 独立UHF局                  |                    |
| 岐阜県   | 岐阜放送           | 2011年4月16日 - 7月2日 | 土曜 26:30 - 27:00 | 独立UHF局                  |                    |
| 福岡県   | TVQ九州放送        | 2011年4月17日 - 7月3日 | 日曜 26:30 - 27:00 | テレビ東京系列             |                    |
| 兵庫県   | サンテレビ         | 2011年4月18日 - 7月4日 | 月曜 25:35 - 26:05 | 独立UHF局                  |                    |
| 埼玉県   | テレ玉             | 2011年4月18日 - 7月4日 | 月曜 26:05 - 26:35 | 独立UHF局                  |                    |
| 東京都   | TOKYO MX           | 2011年4月19日 - 7月5日 | 火曜 26:30 - 27:00 | 独立UHF局                  | 一部追加規制を実施 |
| 三重県   | 三重テレビ         | 2011年4月20日 - 7月6日 | 水曜 26:50 - 27:20 | 独立UHF局                  |                    |
| 千葉県   | チバテレビ         | 2011年4月21日 - 7月7日 | 木曜 25:30 - 26:00 | 独立UHF局                  |                    |
| 日本全域 | BS日テレ           | 2011年4月22日 - 7月8日 | 金曜 27:00 - 27:30 | BSデジタル放送             | 一部追加規制を実施 |
| 日本全域 | ムービーゲート     | 2011年4月23日 - 7月9日 | 土曜 13:00 更新    | ネット配信（携帯電話向け） |                    |
| 日本全域 | ニコニコチャンネル | 2011年4月23日 - 7月9日 | 土曜 13:30 更新    | ネット配信                 | 一部追加規制を実施 |
| 日本全域 | AT-X               | 2012年4月19日 - 7月5日 | 木曜 8:30 - 9:00   | CS放送                     | リピート放送あり   |

#### BD / DVD
| 巻数 | 発売日         | 収録話   | 規格品番  | 規格品番  | 規格品番  | 規格品番  | 出典  |
| 巻数 | 発売日         | 収録話   | BD特装版  | BD通常版  | DVD特装版 | DVD通常版 | 出典  |
| ---- | -------------- | -------- | --------- | --------- | --------- | --------- | ----- |
| 1    | 2011年6月24日  | #01、#02 | KAXA-3301 | KAXA-3307 | KABA-9201 | KABA-9301 | [ 6 ] |
| 2    | 2011年7月22日  | #03、#04 | KAXA-3302 | KAXA-3308 | KABA-9202 | KABA-9302 | [ 6 ] |
| 3    | 2011年8月26日  | #05、#06 | KAXA-3303 | KAXA-3309 | KABA-9203 | KABA-9303 | [ 6 ] |
| 4    | 2011年9月30日  | #07、#08 | KAXA-3304 | KAXA-3310 | KABA-9204 | KABA-9304 | [ 6 ] |
| 5    | 2011年10月28日 | #09、#10 | KAXA-3305 | KAXA-3311 | KABA-9205 | KABA-9305 | [ 6 ] |
| 6    | 2011年11月25日 | #11、#12 | KAXA-3306 | KAXA-3312 | KABA-9206 | KABA-9306 | [ 6 ] |

### OVA
2011年10月8日発売の原作単行本第11巻オリジナルアニメDVD付き限定版に収録された、テレビ未放送エピソード。レッドホールの発生から2年後、千地が警察官のころのエピソード。
OVA版の登場人物
穿 啓伍（うがち けいご）
声 - 谷山紀章
自警団という触れ込みのギャング「ゴアレスピース」の代表。
罪の枝は血を蜘蛛の糸のように操る「ワイヤーライヤー」。
向井 日向
声 - 茅野愛衣
廃校舎で孤児を集めて生活する女性。
ゴアレスピースに襲撃され殺される。
月吉 イズル
声 - 大浦冬華
廃校舎に住む孤児の1人。
ゴアレスピースに襲撃され殺される。

### キャラクターソング
第1弾 ガンタ（五十嵐丸太）
|   | 収録曲               | ボーカル                        | 作詞      | 作曲         | 発売日           |
| - | -------------------- | ------------------------------- | --------- | ------------ | ---------------- |
| 1 | Dash Out             | DWB feat. GANTA（CV：朴璐美）   | 小田ユウ  | NARASAKI     | 2011年7月1日発売 |
| 2 | One Reason GANTA mix | DWB feat. GANTA（CV：朴璐美）   | Jon / rui | rui          | 2011年7月1日発売 |
| 3 | クロウ               | DWB feat. SENJI（CV：加藤将之） | 小田ユウ  | コジマミノリ | 2011年7月1日発売 |
| 4 | COIN DROP            | DWB feat. SENJI（CV：加藤将之） | 小田ユウ  | コジマミノリ | 2011年7月1日発売 |

第2弾 ミナツキ（鷹見水名月）
|   | 収録曲         | ボーカル                            | 作詞     | 作曲         | 発売日           |
| - | -------------- | ----------------------------------- | -------- | ------------ | ---------------- |
| 1 | ハミングバード | DWB feat. MINATSUKI（CV：野水伊織） | 小田ユウ | コジマミノリ | 2011年7月1日発売 |
| 2 | プリムローズ   | DWB feat. MINATSUKI（CV：野水伊織） | 小田ユウ | コジマミノリ | 2011年7月1日発売 |
| 3 | Our Innocence  | DWB feat. YOU（CV：梶裕貴）         | RUCCA    | 八木雄一     | 2011年7月1日発売 |
| 4 | My Dear…       | DWB feat. YOU（CV：梶裕貴）         | 小田ユウ | コジマミノリ | 2011年7月1日発売 |

第3弾 ゲンカク（東弦角）
|   | 収録曲       | ボーカル                           | 作詞         | 作曲       | 発売日            |
| - | ------------ | ---------------------------------- | ------------ | ---------- | ----------------- |
| 1 | 浄夜         | DWB feat. GENKAKU（CV：森川智之）  | 中澤孝文     | rui        | 2011年7月22日発売 |
| 2 | ニルヴァーナ | DWB feat. GENKAKU（CV：森川智之）  | 玄雅         | NARASAKI   | 2011年7月22日発売 |
| 3 | キザンガイ   | DWB feat. ROKURO（CV：福山潤）     | 江戸山紫     | NARASAKI   | 2011年7月22日発売 |
| 4 | I'm a Lady!! | DWB feat. HIBANA（CV：高森奈津美） | 岩田アッチュ | ニルギリス | 2011年7月22日発売 |

第4弾 シロ
|   | 収録曲                        | ボーカル                        | 作詞         | 作曲       | 発売日            |
| - | ----------------------------- | ------------------------------- | ------------ | ---------- | ----------------- |
| 1 | ダンジョン ショコラティエース | DWB feat. SHIRO（CV：花澤香菜） | 只野菜摘     | NARASAKI   | 2011年7月22日発売 |
| 2 | Cremet d Anjou                | DWB feat. SHIRO（CV：花澤香菜） | 只野菜摘     | NARASAKI   | 2011年7月22日発売 |
| 3 | STRAWBERRY FOUNTAIN           | DWB feat. SHIRO（CV：花澤香菜） | 只野菜摘     | NARASAKI   | 2011年7月22日発売 |
| 4 | 子守唄 SHIRO mix instrumental | DWB feat. SHIRO（CV：花澤香菜） | 只野菜摘     | NARASAKI   | 2011年7月22日発売 |
| 5 | SHINY SHINY SHIRO mix         | DWB feat. SHIRO（CV：花澤香菜） | 岩田アッチュ | ニルギリス | 2011年7月22日発売 |

## モバイル
2011年5月にモバイルNewtype（角川コンテンツゲート配信）からきせかえアプリが配信された。iアプリ(docomo)､EZアプリ(au)､S!アプリ(SoftBank)対応。

## パチスロ
『パチスロ デッドマン・ワンダーランド』
2015年10月19日に北電子より導入。